# Nowa Brzeźnica (gmina)
Pour les articles homonymes, voir Nowa Brzeźnica.
Nowa Brzeźnica est une gmina (commune) rurale (gmina wiejska) du powiat de Pajęczno, dans la Voïvodie de Łódź, dans le centre de la Pologne.
Son siège administratif (chef-lieu) est le village de Nowa Brzeźnica, qui se situe environ 15 kilomètres (km) au sud-est de Pajęczno (siège du powiat) et 81 kilomètres au sud de la capitale régionale Łódź (capitale de la voïvodie).
La gmina couvre une superficie de 135,95 km2 pour une population de 4 759 habitants en 2013.

## Géographie
La gmina inclut les villages et localités de :

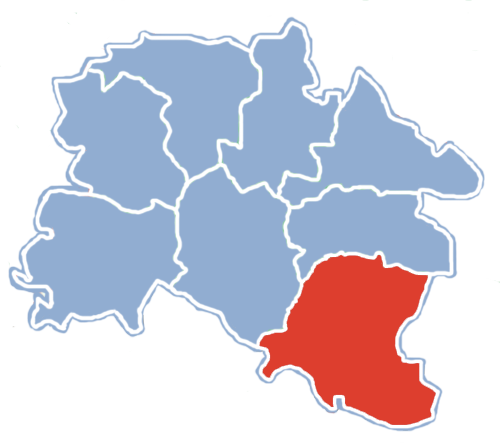
Localisation de la gmina dans le powiat de Pajęczno

- Dubidze
- Dubidze-Kolonia
- Dworszowice Kościelne
- Dworszowice Kościelne-Kolonia
- Gojsc
- Janów
- Jedle
- Kaflarnia
- Kolonia Gidelska
- Konstantynów
- Kruplin Radomszczański
- Kruplin Średni
- Kruplin-Barbarówka
- Kruplin-Parcela
- Kruplin-Piaski
- Kuźnica
- Łążek
- Madera
- Miroszowy
- Moczydła
- Nowa Brzeźnica
- Orczuchy
- Pieńki Dubidzkie
- Pieńki Dworszowskie
- Płaczki
- Płaszczyzna
- Prusicko
- Rybaki
- Rzędowie
- Stara Brzeźnica
- Stoczki
- Trzebca
- Wierzba
- Wólka Prusicka
- Zapole
- Zimna Woda

### Gminy voisines
La gmina de Nowa Brzeźnica est voisine des gminy suivantes :
- Kruszyna
- Ładzice
- Miedźno
- Mykanów
- Pajęczno
- Popów
- Strzelce Wielkie

## Administration
De 1975 à 1998, la gmina était attachée administrativement à l'ancienne voïvodie de Częstochowa.

Depuis 1999, elle fait partie de la nouvelle voïvodie de Łódź.

## Structure du terrain
D'après les données de 2007, la superficie de la commune de Nowa Brzeźnica est de 135,95 kilomètres carrés, répartis comme telle :
- terres agricoles : 52 %
- forêts : 40 %

La commune représente 16,81 % de la superficie du powiat.

## Démographie
Données du 31 décembre 2007 :
| Description        | Total  | Total | Femmes | Femmes | Hommes | Hommes |
| ------------------ | ------ | ----- | ------ | ------ | ------ | ------ |
| Unité              | Nombre | %     | Nombre | %      | Nombre | %      |
| Population         | 4 958  | 100   | 2 492  | 50,3   | 2 466  | 49,7   |
| Densité (hab./km²) | 36     | 36    | 18     | 18     | 18     | 18     |